# أوقاف النبي
أوقاف النبي أو الأوقاف النبوية هي مجمل ما تركه النبي ﷺ في المدينة من عقار وزروع، مما أفاء الله على رسوله من أموال بني النضير، وأموال مخيريق اليهودي، وخيبر وفدك وقري حول المدينة، فمنها أوقاف عينية من الأصول الثابتة والمنقولات، وبعضها من الدور والسلاح والأثاث بأنواعه، والبعض أوقاف خيرية مثل المسجد النبوي ومسجد قباء، وكان والي صدقات النبي والناظر عليها أبا رافع فلما توفي وقع النزاع بين العباس وعلي وفاطمة، ولم تعد هذه الاوقاف معلومة أو معرفة في وقتنا الحاضر.

## الأوقاف النبوية في المدينة المنورة
ترك النبي أموال متنوعة من عقار وزروع، وأصبحت بعد موته أوقافاً مستغلة يصرف ريعها على أزواجه وذريته، وما رواه البخاري: (أن فاطمة ‍‍‍‍‍رضي الله عنها سألت أبا بكر بعد وفاة النبي أن يقسم لها ميراثها مما ترك النبي مما أفاء الله عليه.. من خيبر وفدك وصدقته بالمدينة).
وما ذكره البخاري: (أن علياً وعباساً جاء إلى عمر بن الخطاب في خلافته يختصمان فيما أفاء الله على رسوله من مال بني النضير)، والشاهد أن بعض أمول بني النضير من يهود المدينة كانت بعض أحباس النبي ﷺ بعد موته.
وروى البخاري قال: (ما ترك النبي إلا سلاحه وبغلته البيضاء وأرضاً تركها صدقة)، وهذه الأحاديث وغيرها توضح صدقات النبي وأحباسه في المدينة المنورة، وفي خيبر وفدك وهي قرى مجاورة للمدينة.

## أماكن وقف النبي في المدينة وما حولها
- أموال مخيريق اليهودي بالمدينة المنورة

ذكر الخصاف: (قتل مخيريق يوم أحد وأوصى إن أصيب فأمواله لرسول الله فقبضها رسول الله وقال: (مخيريق خير يهود) وتصدق بها)، وقال عمر بن عبد العزيز: سمعت بالمدينة من مشيخة من المهاجرين والانصار أن حوائط رسول الله السبعة التي من أموال مخيريق وكانت سبعة حوائط وأسمائها: (الاعواف، الصافية، والدلال، والمثيب، وبرقة، وحسنى، ومشربة أم إبراهيم)، وقد حبس المسلمون بعده على أولادهم وأولاد أولادهم وقد دخلتها إذ كنت والياً بالمدينة.
- أموال بني النضير بالمدينة المنورة

كانت أموال بني النضير خالصة للنبي بعد غزوة بني النضير وهي مما أفاء الله على رسوله مما لم يوجف المسلمون عليها بخيل ولا ركاب:
روى البخاري: في مخاصمة العباس وعلي في ولاية أموال النبي ومما جاء فيه "قال عمر": ﴿وَمَا أَفَاءَ اللَّهُ عَلَى رَسُولِهِ مِنْهُمْ فَمَا أَوْجَفْتُمْ عَلَيْهِ مِنْ خَيْلٍ وَلَا رِكَابٍ﴾ [الحشر:6]، فكانت هذه خالصة لرسول الله ثم والله ما احتازها دونكم ولا استأثرها عليكم، لقد أعطاكموها وقسمها فيكم حتى بقي هذا المال منها، فكان رسول الله ﷺ ينفق على أهله سنتهم من هذا المال، ثم يأخذ ما بقي فيجعله مجعل مال الله، فعمل ذلك رسول الله في حياته..).
وروى أبو داود (كانت لرسول الله ﷺ ثلاث صفايا: بنو النضير، وخيبر، وفدك، فأما بنو النضير فكانت حبساً لنوائبه، وأما فدك فكانت حبساً لأبناء السبيل، وأما خيبر فجزأها بين المسلمين ثم قسم جزءاً لنفقة أهله، وما فضل منه جعله في فقراء المهاجرين.
- أموال خيبر وفدك وقرى حول المدينة

ذكر إبن شبه: بعث يهود فدك الى رسول الله ﷺ حين فتح خيبر: (أعطنا الأمان منك وهي لك) فبعث إليهم محيصة بن حرام فقبضها للنبي فكانت له خاصة)، وصالحه أهل الوطيح وسلالم من أهل خيبر عليها، فكانت له خاصة، وخرجت الكتيبة من الخمس، وهي مما يلي الوطيح وسلالم، فجعلت شيئاً واحداً، فكانت مما ترك رسول الله ﷺ من صدقاته، وفيما أطعم أزواجه، وهذه مجمل أماكن الأموال النبوية.
وقسمت أموال خيبر(الشق والنطاة) في أموال المسلمين، و(الكتيبة) وصارت في صدقات النبي فقسمت:
1. خمس لله
2. طعم أزواج النبي
3. وسهم ذوي القربى واليتامى والمساكين
4. وطعم رجال مشوا بين أهل فدك بالصلح[17]

## أصناف الأموال النبوية الوقفية

### أولاً: الأوقاف العينية من الأصول الثابتة والمنقولات
ترك النبي بعض الأموال الوقفية وغيرها من أراضي ومزارع ومستغلات متنوعة مما ورثه عن والديه، ومما أفاء الله عليه عن طريق الغزوات والفتوحات الجهادية في بقاع شتى في المدينة وما جاورها:
- ميراث النبي من والديه وزوجته خديجة: ورث رسول الله ﷺ من أبيه عبدالله أم أيمن الحبشية واسمها بركة، وخمسة جمال وقطعة من الغنم ومولاه شقران وابنه صالحاً، وقد شهدوا بدرا، وورث من أمه آمنة بن وهب دارها التي ولد فيها بمكة في شعب بني علي، وورث من زوجته خديجة بنت خويلد دارها بين الصفا والمروة خلف سوق العطارين وأموالاً.

واستوهب النبي ﷺ زيد بن حارثة من خديجة وأعتقه، وزوجه أم أيمن فولدت أسامة بعد النبوة.
أما الداران: فإن عقيل بن أبي طالب باعهما بعد هجرة النبي، فلما قدم مكة في حجة الوداع قيل له: (في أي دورك تنزل؟ فقال: وهل ترك لنا عقيل من رباع)، فلم يرجع فيما باعه عقيل لأنه غلب عليه، ومكة يومئذ دار حرب، فأجرى عليه حكم المستهلك، فخرجت هاتان الداران من صدقته.

### ثانياً: تركة النبيﷺمن الدور والسلاح
- دور أزواج النبي

أما دور أزواج رسول الله ﷺ فكان قد أعطى كل واحدة منهم الدار التي تسكنها ووصى بذلك لهن، فإن كان ذلك منه عطية تمليك فهي خارجة عن صدقاته، وإن كانت عطية سكنى وأرفاق، فهي من جملة صدقاته، وقد أدخلت اليوم في مسجده، ولا أحسب منها ما هو خارج عنه.
وأجمع المؤرخون أن حجر أزواج النبي ﷺ أدخلت في المسجد النبوي بأمر الوليد بن عبد الملك الأموي سنة 88هـ، ونقل الطبري الخلاف ورجح أن ورثتهن لم يرثوا عنهن منازلهن، ولو كانت البيوت ملكاً لهن لانتقلت إلى ورثتهن، وفي ترك الورثة حقوقهم من هذه البيوت دلالة على ذلك، ولهذا زيدت بعدهن في المسجد لعموم نفعه للمسلمين).
ونقل غيره: أن سودة أوصت لعائشة وباع أولياء صفية بنت حيي بيتها من معاوية بمائة ألف درهم، واشترى معاوية دار عائشة بمائة وثمانون ألف درهم، وشرط لها سكنها حياتها، وهذه النصوص وغيرها تفيد أن النبي ﷺ أعطاهن دورهن عطية تمليك يورث ويباع ويوهب، فهي خارجة عن صدقاته.
- رحل النبي ﷺ

دفع أبا بكر الى علي ابن أبي طالب آلة رسول الله ﷺ ورايته، وحذاءه، وقال: (ما سوى ذلك صدقة).
- سلاح النبي ﷺ

1. وكان له سيف يقال له ذو الفقار كان لمنبه بن الحجاج السهمي أخذه رسول الله من نفل الغنيمة يوم بدر.. وكان لا يفارقه، وكان قائمته وقبعته ونصله وحلقته من فضة، وكانت له حلقتان في الحمائل ومثلها في الظهر، فانتقل الى عترته).[22]
2. ودرع النبي ﷺ المعروفة بالتبراء آلت الى علي ثم الحسين بن علي، وعندما قتل أخذها عبيد الله بن زياد والي العراق، فلما قتل أخذها المختار بن عبيد الله ثم صارت الدرع الى عبادة بن الحسين الحنظلي فسأله عنها والي البصرة خالد بن عبدالله فجحده إياها فضربه مائة سوط ثم لم يعرف للدرع خبر بعد ذلك.[23]
3. القسي والجعب والنبل: ذكر الامام القضاعي أسماءها فقال (الروحاء، الصفراء، والبيضاء) كلها أصابها من سلاح بني قينقاع: الروحاء والبيضاء: من شوحط والصفراء: وكانت من نبع وكانت له قوس يقال له (الكتوم) رمى بها في أحد فكسرت، وكانت له جعبة يقال لها (الكافور)، وكان يقال لنبله (المنصلة).
4. التروس: ذكر القضاعي: (أن النبي ﷺ كان له ترس يقال له (الزلوق) وروى مكحول: (أنه كان له ترس فيه تمثال " رأس كبش " فكره مكانه فأصبح وقد أذهبه الله، فلا يعلم هل هو الزلوق أو غيره.[6][19]
5. الرماح: ذكر القضاعي عن المدائني: أنه كان له ﷺ رمح يقال له المثنوي أو المنتري، وأصاب من سلاح بني قينقاع ثلاثة رماح، وقال الصالحي: وعدد رماحه ﷺ خمسة: (المثوى، المثنى، وثلاثة رماح أصابها من بني قينقاع).
6. المغافر والبيضة: وذكر القضاعي: أنه كان للنبي ﷺ مغفران: أحدهما: موشح، ومغفر، يقال له: "ذو النسوع"،[24][25][26] وله بيضة: وهي التي هشمت على رأسه يوم أحد، والفرق بين المغفر والبيضة: أن المغفر شبيه بالقلنسوة يغطي الأذنين وربما كانت له حديدة سابلة على الانف، أما البيضة فمدورة على مثال نصف بيضة النعام.[27]
7. البردة: وقد وهبها النبي ﷺ لكعب بن زهير فاشتراها منه معاوية،[24] وهي التي يلبسها الخلفاء في عصر أبو يعلي الفراء.[6]
8. القضيب: وهو من تركة النبي ﷺ التي هي صدقته، وقد صار مع البردة، من شعار خلفاء بني العباس.
9. الخاتم: فقد لبسه رسول الله ﷺ حتى مات، ثم لبسه أبو بكر، ثم عمر ثم عثمان، حتى سقط من يد عثمان في بئر فلم يجده،[6] والمعروف حتى اليوم بئر الخاتم جوار مسجد قباء.

وقد ترك النبي ﷺ غير مما مضى مجموعة من التركات تدخل ضمن الأموال الوقفية وهي:
- ملابسه: (كالمأزر، والقميص، والقلانس، والجبة، والملحفة ، ونعله ، ونحو ذلك ).
- دوابه: ( خيله ، بغاله وحمره ، نعمه).
- آنيته: ( كقداحه ، وقدوره ، ومرآته ، ومكحلته، ومشطه ، ومقراشه ، ومخضبه ، وسريره، وقطيفته ،...) وغيرها من الأدوات الشخصية.[28][29]

### ثالثاً: الأراضي العقارية والمستغلات الزراعية
1. أموال مخيريق اليهودي: وهي أول أرض ملكها النبي ﷺ وصية مخيريق اليهودي من أموال بني النضير.
2. أموال بني النضير: الأرض التي أفاءها الله علي رسوله فاجلاهم عنها وجعل لهم ما حملته الإبل من أموالهم إلا السلاح فخرجوا بما استقلت إبلهم إلى خيبر والشام وخلصت أرضهم كلها لرسول الله ﷺ، فكانت من صدقاته يضعها حيث يشاء، وينفق منها على أزواجه، ثم سلمها عمر إلى العباس وعلي ليقوما بمصروفها.[30]
3. حصون الكتيبة والوطيح والسلالم: ثلاثة حصون من خيبر وهي مما أفاء الله عليه لأنه فتحها صلحاً، وصارت مما أفاء الله عليه فتصدق بها وكانت من صدقاته.
4. النصف من فدك: لما فتح النبي ﷺ خيبر جاءه أهل فدك فصالحوه – بسفارة محيصة بن مسعود على أن له نصف أرضهم ونخلهم يعاملهم عليه، ولهم النصف الاخر، فصار النصف منها من صدقاته، إلى أن أجلاهم عمر ابن الخطاب فيمن أجلاهم من أهل الذمة عن الحجاز، فقوم فدك فدفع إليهم نصف القيمة ستين ألف درهم فصار النصف من صدقات النبي ﷺ والنصف الاخر لكافة المسلمين، ومصرف النصفين الآن سواء.
5. الثلث من أرض وادي القري: وذلك لأن ثلثها كان لبني عذرة وثلثيها لليهود ، فصالحهم الرسول ﷺ علي نصفه ، فصارت اثلاثاً ، ثلثها لرسول الله ﷺ وهو من صدقاته ، وثلثها لليهود وثلثها لبني عذرة ، إلى أن أجلاهم عمر ابن الخطاب وقوم حقهم بتسعين ألف دينار، فدفع اليهم النصف وبني عذرة النصف وقسم نصيب اليهود بين بني عذرة وبين كافة المسلمين فاصبح ثلث وادي القرى في صدقات النبي ﷺ والسدس لكافة المسلمين ومصرف الجميع سواء.
6. موضع سوق المدينة ويقال له مهزوز: استقطعها مروان ابن الحكم من عثمان ابن عفان واحتمل أن يكون اقطاع تضمين – أي استغلال – لا اقطاع تمليك.

فهذه الصدقات التي حكاها أهل السير ونقلها وجوه رواة المغازي.

## الأوقاف الخيرية النبوية
عندما قدم النبي ﷺ إلى المدينة المنورة من جهة قباء وقام بضع عشرة ليلة في بني عمرو بن عوف وأسس أول مسجد أسس على تقوى من الله مسجد قباء، وانطلق الى المدينة وسكن دار أبو أيوب الأنصاري، وقام دوره وبنى مسجده المسجد النبوي، وهناك أماكن صلى فيها النبي ﷺ في سفرياته وغزواته سواء كانت داخل المدينة أو خارجها وتسمى بالمساجد الأثرية والقليل منها معروف هذه الأيام، وسنورد أهم الأوقاف النبوية التي لا زالت موجودة:
1. المسجد النبوي: روى ابن شهاب (.. فلبث رسول الله صلى الله عليه وسلم في بن عمرو بن عوف بضع عشرة ليلة، وأسس مسجد قباء وصلى فيه ثم ركب راحته فسار يمشي ومعه الناس، حتى بركت عند مسجد الرسول ﷺ بالمدينة وهو يصلي فيه يومئذ رجال من المسلمين، وكان مربداً للتمر لسهيل وسهل غلامين في حجر سعد بن زرارة فقال رسول الله ﷺ حيث بركت راحلته: هذا إن شاء الله المنزل، ثم دعا رسول الله ﷺ الغلامين فساومهما بالمربد ليتخذه مسجداً، فقالا: لا بل نهبه لك يا رسول الله، فأبى رسول الله ﷺ أن يقبله منهما هبة، حتى ابتاعه منهما، ثم بناه مسجداً.. الحديث)،[32] فالنبي ﷺ اشترى أرض المسجد النبوي من غلامين يتيمين أنصاريين ولم يقبله بدون عوض،[33] إشتراه من ماله وجعله وقفاً للمسلمين الى قيام الساعة، وهو أجل أوقافه ﷺ وأطهرها وأزكاها الى يوم الدين، وقد ثبت في أحاديث صحيحة قول النبي في نسبة المسجد إليه " هو مسجدي هذا" وقوله "مسجد رسول الله " وقوله: "مسجدي أخر المساجد"، فهذه الإضافة في أحاديث النبي ﷺ إضافة ملك كما هي إضافة تشريف وتعظيم، لان النبي هو الذي خطه وبناه من حر ماله وهو من أجل صدقات النبي ﷺ وأعظم أوقافه الى أن يرث الله الأرض ومن عليها.[34]
2. مسجد قباء: روى الطبري في قصة هجرة النبي: "أنه لما قدم رسول الله ﷺ المدينة قال لأصحابه: انطلقوا الى أهل قباء " فأتاهم فسلم عليهم فرحبوا به، ثم قال: يا أهل قباء ائتوني بأحجار من هذه الحرة فجمعت عنده أحجار كثيرة ومعه عترة له، فخط قبلتهم بها، فأخذ حجراً فوضعه رسول الله ﷺ ثم قال: يا أبا بكر خذ حجراً وضعه إلى حجري، ثم قال يا عمر، خذ حجراً وضعه إلى حيث حجر أبي بكر، ثم قال: يا عثمان خذ حجراً وضعه إلى جانب حجر عمر، ثم التفت إلى الناس، فقال: ليضع كل رجل حجره حيث أحب على ذلك الخط".[35]

والشاهد: أن النبي ﷺ لما وصل الى منطقة قباء وكان يسكنها قبائل بني عمرو بن عوف إتخذ مسجداً وهذا المسجد هو مسجد قباء اليوم: " وأول وقف ديني في الإسلام هو مسجد قباء الذي أسسه النبي ﷺ وكان في ضيافة كلثوم بن الهدم شيخ بني عمرو بن عوف".

## ناظر الأوقاف النبوية
باشر النبي النظر في شؤون صدقاته وجعل مولاه أبا رافع والياً عليها، فكان ﷺ يأخذ منها كفايته وكفاية أهل بيته لمدة عام، والباقي يصرفه صدقات في مصالح المسلمين، فلما توفي النبي ﷺ وقع النزاع فيمن يلي هذه الأموال، وطالب بالولاية عليها كل من العباس وعلي بن أبي طالب وفاطمة .
وروى البخاري أن عائشة قالت: أرسل أزواج النبي ﷺ عثمان إلى أبا بكر يسألنه ثمنهن مما أفاء الله على رسوله، فقلت لهن: ألا تتقين الله ألم تعلمن أن النبي كان يقول: " لا نورث ، وما تركناه صدقة يأكل آل محمد من هذا المال ، فانتهى أزواج النبي إلى ما أخبرتهن" قال ابن حجر: " فكانت هذه الصدقة بيد علي ومنعها علي عباساً فغلبه عليها، ثم كان بيد حسن بن علي ثم حسين بن علي ، ثم بيد علي بن حسين وحسن بن حسن ، كلاهما كانا يتداولانها ، ثم بيد زيد بن حسن وهي صدقة رسول الله ﷺ، وذكر الاصفهاني أن زيد بن حسن تخاصم هو والحسن بن الحسن في صدقة النبي ﷺ، وقد قتل سنة 121هـ، إثر خروجه على هشام بن عبدالملك الأموي، والحسن هو: الحسن بن الحسن بن الحسن بن علي ابن ابي طالب ، قال ابن حجر: قال معمر ثم كانت بعده بيد عبدالله بن الحسن حتى تولى بني العباس فقبضوها، وقال أيضاً: إن الصدقة كانت بيد الخليفة يكتب عهد من يولى عليها يقبضها ويفرقها في أهل الحاجة من أهل المدينة وكان ذلك على رأس المئتين ثم تغيرت الأمور والله المستعان.

## مواقع الأوقاف النبوية في وقتنا الحاضر
إن أعيان الأموال النبوية غير معروفة في عصرنا الحاضر، لأسباب كثيرة منها: الاعتداء على أملاك الأوقاف قديما وحديثاً، وأن هذه الأوقاف قد عادة دامراً بعد أن كانت عامراً بسبب هجرة كثير من ولاة الصدقات الى المناطق الخصبة في العراق والشام ومصر فأهملت حتى عادة أرضاً بوراً.

## روابط خارجية
- تركة النبي صلى الله عليه وسلم.
- الأحاديث الواردة في فضائل المدينة